# Káli Nagy Lázár
(Káli/Kaáli) Nagy Lázár (Alsójára, 1772. – Kolozsvár, 1837. július 26.) kolozsvári főbíró, a kolozsvári színház mecénása.

## Életpályája
1790-ben Kolozs megye alispánja lett. 1807-től a kolozsvári unitárius kollégium felügyelö gondnoka, 1809-től a kolozsi egyházkör gondnoka volt. 1809–1814 között Kolozsvár főbírája volt. Részt vett abban a bizottságban, melyet az 1811-es országgyűlés tagjai közül az állandó színház létrehozására kiküldtek. A színház építésre 1000 forintot adott és a munkálatokat vezette 1813-ig. 1821-ben megnyílt a Farkas utcai színház, melyben a kormányzó bizottság tagja volt. 1822–1824 között a színház bérlő-igazgatója volt. Kolozsvárra hívta Ruzitska Józsefet, az első magyar opera zeneszerzőjét.

## Magánélete
Felesége Pápai Erzsébet volt. Egy gyermekük született: Elek.

## Művei
- Az Erdélyi Nemzeti Játékszínnek magyar játszótársaságnak eredete, fennállásának, viszontagságainak a mai időkig leírása. 1821 (Az erdélyi magyar színészet hőskora címen kiadta: Jancsó Elemér. Kolozsvár: Minerva. 1939)
- Káli Nagy Lázár visszaemlékezései. Az erdélyi magyar színészet hőskora, 1792–1821; szerk. Lázok János; 3. jav., bőv. kiad.; Mentor, Marosvásárhely, 2009 (Erdélyi ritkaságok sorozat)